# 糙花羊茅
糙花羊茅（学名：Festuca scabriflora）为禾本科羊茅属下的一个种。

## 扩展阅读
- 維基物種上的相關：糙花羊茅